# Elena Pampoulova
Pour les articles homonymes, voir Wagner.
Elena Emilianova Pampoulova (en bulgare : Елена Емилиянова Пампулова), née le 17 mai 1972 à Sofia et morte le 19 avril 2023 dans la même ville,, est une joueuse de tennis allemande d'origine bulgare, professionnelle de 1988 à 2001. Elle est aussi connue sous son nom marital, Elena Wagner.

## Biographie
Issue d'une famille de joueurs de tennis, ses oncles Bozhidar et Matei ont représenté la Bulgarie en Coupe Davis. Chez les moins de 14 ans, elle est la seconde meilleure joueuse européenne derrière Monica Seles.
Elle a gagné quatre tournois WTA au cours de sa carrière dont un en simple à Surabaya en 1994. Classée 111e mondiale, elle écarte au second la favorite Yayuk Basuki.
Début 1996, elle remporte les tournois ITF de Redbridge, Southampton et Murcia. Elle atteint son meilleur classement au 62e rang après l'US Open. Elle totalise 12 titres en simple sur le circuit secondaire.
De 1988 à 1992, elle joue en Fed Cup pour la Bulgarie.
En juin 1991, elle se marie avec Axel Wagner, citoyen allemand et prend la nationalité de son mari. De 1997 à 1999, elle joue en Fed Cup pour les couleurs de l'Allemagne. Le 11 juillet 2006, Elena Pampoulova se remarie avec un banquier suisse, Christian Bergomi.
Reconvertie dans la finance, passée par UBS et le Crédit Suisse, elle a été en 2021, directrice générale d'une société basée à Zurich, l'Aquila Wealth Coordinators AG.

## Palmarès

### Titre en simple dames
| No | Date       | Nom et lieu du tournoi  | Catégorie | Dotation  | Surface    | Finaliste   | Score         |          |
| -- | ---------- | ----------------------- | --------- | --------- | ---------- | ----------- | ------------- | -------- |
| 1  | 07-11-1994 | Wismilak Open, Surabaya | Tier IV   | 100 000 $ | Dur (ext.) | Ai Sugiyama | 2-6, 6-0, ab. | Parcours |

### Finale en simple dames
| No | Date       | Nom et lieu du tournoi    | Catégorie | Dotation  | Surface      | Vainqueure       | Score         |          |
| -- | ---------- | ------------------------- | --------- | --------- | ------------ | ---------------- | ------------- | -------- |
| 1  | 27-07-1998 | Prokom Polish Open, Sopot | Tier IV   | 107 500 $ | Terre (ext.) | Henrieta Nagyová | 6-3, 5-7, 6-1 | Parcours |

### Titres en double dames
| No | Date       | Nom et lieu du tournoi        | Catégorie | Dotation  | Surface      | Partenaire     | Finalistes                        | Score         |          |
| -- | ---------- | ----------------------------- | --------- | --------- | ------------ | -------------- | --------------------------------- | ------------- | -------- |
| 1  | 16-09-1996 | Warsaw Cup by Heros Varsovie  | Tier III  | 164 250 $ | Terre (ext.) | Olga Lugina    | Alexandra Fusai Laura Garrone     | 1-6, 6-4, 7-5 | Parcours |
| 2  | 13-07-1998 | Torneo Internazionale Palerme | Tier IV   | 107 500 $ | Terre (ext.) | Pavlina Nola   | Barbara Schett Patty Schnyder     | 6-4, 6-2      | Parcours |
| 3  | 02-08-1999 | Sanex Trophy Knokke-Zoute     | Tier IVb  | 112 500 $ | Terre (ext.) | Eva Martincová | Evgenia Kulikovskaya Sandra Nacuk | 3-6, 6-3, 6-3 | Parcours |

### Finales en double dames
| No | Date       | Nom et lieu du tournoi       | Catégorie | Dotation  | Surface      | Vainqueures                       | Partenaire       | Score         |          |
| -- | ---------- | ---------------------------- | --------- | --------- | ------------ | --------------------------------- | ---------------- | ------------- | -------- |
| 1  | 31-07-1989 | Vitosha New Otani Sofia      | Tier V    | 50 000 $  | Terre (ext.) | Laura Garrone Laura Golarsa       | Silke Meier      | 6-4, 7-5      | Parcours |
| 2  | 11-09-1989 | Athens Open Athènes          | Tier V    | 75 000 $  | Terre (ext.) | Sandra Cecchini Patricia Tarabini | Silke Meier      | 4-6, 6-4, 6-2 | Parcours |
| 3  | 09-09-1996 | Pupp Czech Open Karlovy Vary | Tier IV   | 160 000 $ | Terre (ext.) | Karina Habšudová Helena Suková    | Eva Martincová   | 3-6, 6-3, 6-2 | Parcours |
| 4  | 30-12-1996 | ASB Bank Classic Auckland    | Tier IV   | 107 500 $ | Dur (ext.)   | Janette Husárová Dominique Monami | Aleksandra Olsza | 6-2, 6-7, 6-3 | Parcours |
| 5  | 21-04-1997 | Lotto Open Budapest          | Tier IV   | 107 500 $ | Terre (ext.) | Amanda Coetzer Alexandra Fusai    | Eva Martincová   | 6-3, 6-1      | Parcours |

## Parcours en Grand Chelem

### En simple dames
| Année | Open d'Australie | Open d'Australie    | Internationaux de France | Internationaux de France | Wimbledon       | Wimbledon      | US Open         | US Open         |
| ----- | ---------------- | ------------------- | ------------------------ | ------------------------ | --------------- | -------------- | --------------- | --------------- |
| 1990  | 2e tour (1/32)   | Sarah Loosemore     | 2e tour (1/32)           | Nicole Provis            | -               | -              | 1er tour (1/64) | Monica Seles    |
| 1991  | -                | -                   | 1er tour (1/64)          | Noëlle van Lottum        | 2e tour (1/32)  | Zina Garrison  | -               | -               |
| 1995  | 1er tour (1/64)  | Anna Smashnova      | 1er tour (1/64)          | Maria Jose Gaidano       | 1er tour (1/64) | Nicole Bradtke | 1er tour (1/64) | Florencia Labat |
| 1996  | -                | -                   | 1er tour (1/64)          | Tami Whitlinger          | 1er tour (1/64) | Amanda Coetzer | 2e tour (1/32)  | Barbara Paulus  |
| 1997  | 1er tour (1/64)  | Sandrine Testud     | 1er tour (1/64)          | Ai Sugiyama              | -               | -              | 3e tour (1/16)  | Sandrine Testud |
| 1998  | 2e tour (1/32)   | Tamarine Tanasugarn | 2e tour (1/32)           | Sandrine Testud          | 1er tour (1/64) | Miriam Oremans | 1er tour (1/64) | Venus Williams  |
| 1999  | 2e tour (1/32)   | Chanda Rubin        | 2e tour (1/32)           | Julie Halard             | 3e tour (1/16)  | Mary Pierce    | 1er tour (1/64) | Amanda Hopmans  |

À droite du résultat, l’ultime adversaire.

### En double dames
| Année | Open d'Australie              | Open d'Australie          | Internationaux de France      | Internationaux de France   | Wimbledon                     | Wimbledon                  | US Open                       | US Open                 |
| ----- | ----------------------------- | ------------------------- | ----------------------------- | -------------------------- | ----------------------------- | -------------------------- | ----------------------------- | ----------------------- |
| 1990  | 1er tour (1/32) Silke Meier   | K. Kschwendt C. Toleafoa  | 3e tour (1/8) W. Probst       | S. Cecchini P. Tarabini    | -                             | -                          | 1er tour (1/32) Silke Meier   | L. Neiland N. Zvereva   |
| 1991  | -                             | -                         | 2e tour (1/16) E. Švíglerová  | G. Helgeson W. Probst      | -                             | -                          | -                             | -                       |
| 1993  | -                             | -                         | 2e tour (1/16) V. Ruano       | L. Neiland Jana Novotná    | -                             | -                          | -                             | -                       |
| 1994  | -                             | -                         | 2e tour (1/16) Olga Lugina    | N. Bradtke Elna Reinach    | 2e tour (1/16) Olga Lugina    | Lori McNeil Rennae Stubbs  | -                             | -                       |
| 1995  | 2e tour (1/16) Olga Lugina    | Linda Wild Chanda Rubin   | 2e tour (1/16) E. Martincová  | C. Martínez P. Tarabini    | 1er tour (1/32) Likhovtseva   | Mercedes Paz S. Stafford   | 2e tour (1/16) Hiromi Nagano  | N. Bradtke Linda Wild   |
| 1996  | -                             | -                         | 3e tour (1/8) Olga Lugina     | L. Davenport MJ Fernández  | 1er tour (1/32) Olga Lugina   | Lisa Raymond Rennae Stubbs | 1er tour (1/32) Olga Lugina   | C. Martínez P. Tarabini |
| 1997  | 1er tour (1/32) E. Martincová | N. Bradtke R. McQuillan   | 1er tour (1/32) Olga Lugina   | Yayuk Basuki Caroline Vis  | 2e tour (1/16) Olga Lugina    | L. Neiland Helena Suková   | 1er tour (1/32) Olga Lugina   | MJ Fernández Anke Huber |
| 1998  | 2e tour (1/16) B. Rittner     | Yayuk Basuki Caroline Vis | 1er tour (1/32) Olga Lugina   | Katrina Adams M. Bollegraf | 1er tour (1/32) A. Sidot      | V. Ruano Paola Suárez      | 1er tour (1/32) Pavlina Nola  | M. Hingis Jana Novotná  |
| 1999  | 1er tour (1/32) Rita Grande   | K. Hrdličková Tina Križan | 3e tour (1/8) Vanessa Menga   | S. Williams V. Williams    | 1er tour (1/32) Vanessa Menga | V. Ruano Paola Suárez      | 1er tour (1/32) Vanessa Menga | Mary Pierce B. Schett   |
| 2000  | -                             | -                         | 1er tour (1/32) Vanessa Menga | Julie Halard Ai Sugiyama   | -                             | -                          | -                             | -                       |

Sous le résultat, la partenaire ; à droite, l’ultime équipe adverse.

### En double mixte
| Année | Open d'Australie | Open d'Australie | Internationaux de France     | Internationaux de France | Wimbledon | Wimbledon | US Open | US Open |
| 1997  | -                | -                | 1er tour (1/32) Sander Groen | M. Lamarre O. Delaitre   | -         | -         | -       | -       |

Sous le résultat, le partenaire ; à droite, l’ultime équipe adverse.

## Parcours aux Jeux olympiques

### En simple dames
| # | Date       | Nom de l'olympiade      | Surface      | Résultat        | Ultime adversaire | Score      |          |
| - | ---------- | ----------------------- | ------------ | --------------- | ----------------- | ---------- | -------- |
| 1 | 28/07/1992 | Olympic Games Barcelone | Terre (ext.) | 1er tour (1/32) | Mana Endo         | 7-64, 7-66 | Parcours |

## Parcours en Coupe de la Fédération
| #                                                                                | Date       | Lieu      | Surface                       | Gagnante(s)                       | Perdante(s)                        | Score          |          |
|                                                                                  |            |           |                               |                                   |                                    |                |          |
| 1988 - 1er tour qualifications (groupe mondial) - Philippines - Bulgarie - 0 : 3 |            |           |                               |                                   |                                    |                |          |
| 1                                                                                | 04/12/1988 | Melbourne |                               | Elena Pampoulova                  | Sarah Rafael                       | 6-3, 6-2       | Parcours |
|                                                                                  |            |           |                               |                                   |                                    |                |          |
| 1988 - 1er tour (groupe mondial) - Bulgarie - Suède - 0 : 3                      |            |           |                               |                                   |                                    |                |          |
| 2                                                                                | 05/12/1988 | Melbourne |                               | Catarina Lindqvist                | Elena Pampoulova                   | 7-5, 6-3       | Parcours |
| 2                                                                                | 05/12/1988 | Melbourne | Jonna Jonerup Maria Lindström | Galia Angelova Elena Pampoulova   | 2-6, 7-65, 6-1                     |                | Parcours |
|                                                                                  |            |           |                               |                                   |                                    |                |          |
| 1990 - 1er tour qualifications (groupe mondial) - Philippines - Bulgarie - 0 : 3 |            |           |                               |                                   |                                    |                |          |
| 3                                                                                | 21/07/1990 | Atlanta   | Dur (ext.)                    | Elena Pampoulova                  | Sarah Castillejo                   | 6-2, 6-0       | Parcours |
|                                                                                  |            |           |                               |                                   |                                    |                |          |
| 1990 - 1er tour (groupe mondial) - Autriche - Bulgarie - 3 : 0                   |            |           |                               |                                   |                                    |                |          |
| 4                                                                                | 23/07/1990 | Atlanta   | Dur (ext.)                    | Judith Wiesner                    | Elena Pampoulova                   | 6-0, 6-0       | Parcours |
|                                                                                  |            |           |                               |                                   |                                    |                |          |
| 1992 - Barrage (groupe mondial I) - Bulgarie - Roumanie - 2 : 1                  |            |           |                               |                                   |                                    |                |          |
| 5                                                                                | 16/07/1992 | Francfort | Terre (ext.)                  | Ruxandra Dragomir Irina Spîrlea   | Magdalena Maleeva Elena Pampoulova | 7-65, 6-2      | Parcours |
|                                                                                  |            |           |                               |                                   |                                    |                |          |
| 1992 - Barrage (groupe mondial I) - Bulgarie - Hongrie - 2 : 1                   |            |           |                               |                                   |                                    |                |          |
| 6                                                                                | 17/07/1992 | Francfort | Terre (ext.)                  | Anna Foldenyi                     | Elena Pampoulova                   | 6-4, 6-2       | Parcours |
| 6                                                                                | 17/07/1992 | Francfort | Terre (ext.)                  | Katerina Maleeva Elena Pampoulova | Virag Csurgo Kata Gyorke           | 7-66, 4-6, 6-1 | Parcours |
|                                                                                  |            |           |                               |                                   |                                    |                |          |
| 1997 - 1/4 de finale (groupe mondial) - Allemagne - République tchèque - 2 : 3   |            |           |                               |                                   |                                    |                |          |
| 7                                                                                | 01/03/1997 | Mannheim  | Dur (int.)                    | Barbara Rittner Elena Wagner      | Eva Martincová Ludmila Richterová  | 7-63, 6-2      | Parcours |
|                                                                                  |            |           |                               |                                   |                                    |                |          |
| 1999 - 1/4 de finale (groupe mondial II) - Allemagne - Japon - 3 : 2             |            |           |                               |                                   |                                    |                |          |
| 8                                                                                | 24/04/1999 | Hambourg  | Terre (ext.)                  | Shinobu Asagoe                    | Elena Wagner                       | 7-66, 6-1      | Parcours |
| 8                                                                                | 24/04/1999 | Hambourg  | Terre (ext.)                  | Elena Wagner                      | Miho Saeki                         | 7-68, 6-3      | Parcours |

## Classements WTA en fin de saison

### En simple
| Année | 1988 | 1989 | 1990 | 1991 | 1992 | 1993 | 1994 | 1995 | 1996 | 1997 | 1998 | 1999 | 2000 | 2001 |
| Rang  | 426  | 123  | 101  | 134  | 190  | 163  | 70   | 221  | 92   | 100  | 69   | 123  | 298  | 418  |

Source : (en) « Classements de Elena Pampoulova », sur le site officiel du WTA Tour

### En double
| Année | 1988 | 1989 | 1990 | 1991 | 1992 | 1993 | 1994 | 1995 | 1996 | 1997 | 1998 | 1999 | 2000 | 2001 |
| Rang  | 573  | 107  | 137  | 196  | 106  | 178  | 86   | 83   | 53   | 71   | 86   | 69   | 234  | 226  |

Source : (en) « Classements de Elena Pampoulova », sur le site officiel du WTA Tour